# Canneto sull'Oglio
Canneto sull'Oglio is een gemeente in de Italiaanse provincie Mantua (regio Lombardije) en telt 4565 inwoners (31-12-2004). De oppervlakte bedraagt 25,9 km², de bevolkingsdichtheid is 181 inwoners per km².

## Demografie
Canneto sull'Oglio telt ongeveer 1752 huishoudens. Het aantal inwoners daalde in de periode 1991-2001 met 0,5% volgens cijfers uit de tienjaarlijkse volkstellingen van ISTAT.
| Jaar | Inwoneraantal |
| ---- | ------------- |
| 1991 | 4566          |
| 2001 | 4543          |

## Geografie
Canneto sull'Oglio grenst aan de volgende gemeenten: Acquanegra sul Chiese, Asola, Calvatone (CR), Casalromano, Drizzona (CR), Isola Dovarese (CR) en Piadena (CR).

## Externe link

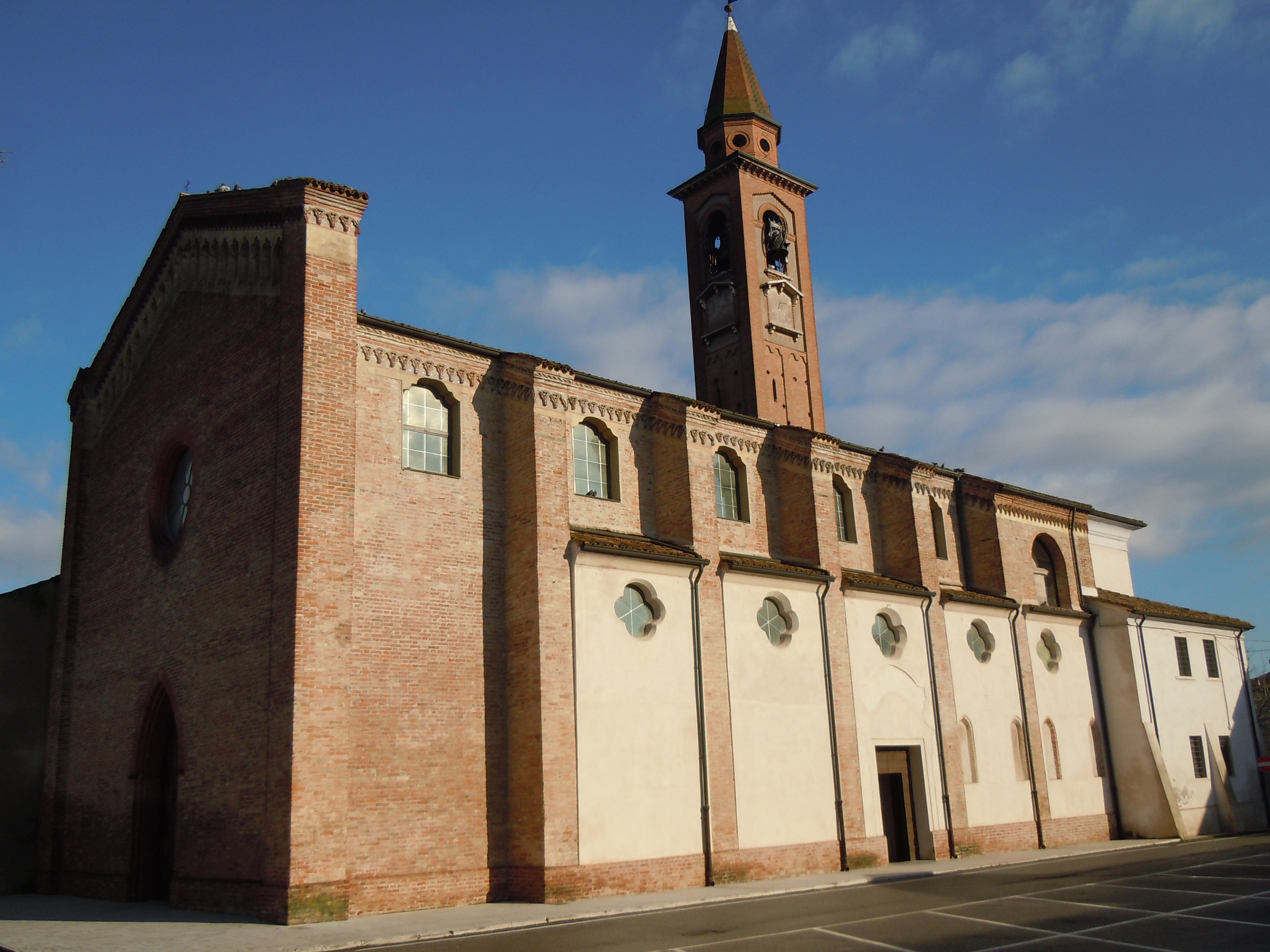